# Història Compostel·lana
La Història Compostel·lana és una crònica del segle xii (cap a 1139) escrita en llatí que recull les empreses de Diego Gelmírez, arquebisbe de Santiago de Compostel·la des del 1120. L'obra va ser coneguda com a De rebus gestis D. Didaci Gelmirez, primi Compostellani Archiepiscopi, fins que el 1766, després de l'edició d'Enrique Flórez a la seva Història sagrada, comença a ser conegut per Història Compostel·lana.
La crònica està composta per divuit manuscrits organitzats en tres llibres i va ser empresa per iniciativa del mateix Diego Gelmírez com un registre de l'església de Santiago de Compostel·la el fi del qual era exaltar la vida i obres del bisbe i després arquebisbe de la seu compostel·lana entre 1100 i 1140 per fonamentar els drets i dominis de l'arxidiòcesi.
Tanmateix l'obra conté una crònica del regne de Castella i de Galícia que comprèn els regnats d'Alfons VI, Urraca i Alfons VII i inclou transcripcions de documents pertinents als fets que narra, el que la converteix en un document historiogràfic de primer ordre per abordar l'estudi de la primera meitat del segle xii.

## Edicions
- Flórez, Enrique, Historia Sagrada, vol. XX: Historia Compostelana, Madrid, 1766, págs. 1-598. OCLC 46247736
- Falque Rey, Emma, Historia compostelana, Madrid, Akal, 1994 (Clásicos latinos medievales, 3) ISBN 978-84-460-0417-2